# Saint-Aubin (Jura)
Pour les articles homonymes, voir Saint-Aubin.
Saint-Aubin est une commune française située dans le département du Jura, dans la région culturelle et historique de Franche-Comté et la région administrative Bourgogne-Franche-Comté.
Ses habitants se nomment les Saint-Aubinois et Saint-Aubinoises.

## Géographie
La commune de Saint-Aubin est située dans la plaine du Finage, à la frontière entre le Jura et la Côte-d'Or.
D’une étendue de 3355 hectares, elle est traversée par deux ruisseaux : le Cleux et la Sablonne, dont les eaux parallèles s’écoulent en direction de l’ouest.

### Climat
Pour des articles plus généraux, voir Climat de la Bourgogne-Franche-Comté et Climat du département du Jura.
En 2010, le climat de la commune est de type climat océanique dégradé des plaines du Centre et du Nord, selon une étude du Centre national de la recherche scientifique s'appuyant sur une série de données couvrant la période 1971-2000. En 2020, Météo-France publie une typologie des climats de la France métropolitaine dans laquelle la commune est exposée à un climat semi-continental et est dans la région climatique  Bourgogne, vallée de la Saône, caractérisée par un bon ensoleillement (1 900 h/an), un été chaud (18,5 °C), un air sec au printemps et en été et des vents faibles. 
Pour la période 1971-2000, la température annuelle moyenne est de 10,7 °C, avec une amplitude thermique annuelle de 17,6 °C. Le cumul annuel moyen de précipitations est de 871 mm, avec 11,4 jours de précipitations en janvier et 7,8 jours en juillet. Pour la période 1991-2020, la température moyenne annuelle observée sur la station météorologique de Météo-France la plus proche, « Tavaux Sa », sur la commune de Tavaux à 6 km à vol d'oiseau, est de 11,7 °C et le cumul annuel moyen de précipitations est de 868,7 mm. 
La température maximale relevée sur cette station est de 40,1 °C, atteinte le 7 août 2003 ; la température minimale est de −18,2 °C, atteinte le 20 décembre 2009,,. 
Les paramètres climatiques de la commune ont été estimés pour le milieu du siècle (2041-2070) selon différents scénarios d'émission de gaz à effet de serre à partir des nouvelles projections climatiques de référence DRIAS-2020. Ils sont consultables sur un site dédié publié par Météo-France en novembre 2022.

## Urbanisme

### Typologie
Au 1er janvier 2024, Saint-Aubin est catégorisée bourg rural, selon la nouvelle grille communale de densité à sept niveaux définie par l'Insee en 2022.
Elle est située hors unité urbaine. Par ailleurs la commune fait partie de l'aire d'attraction de Dole, dont elle est une commune de la couronne,. Cette aire, qui regroupe 87 communes, est catégorisée dans les aires de 50 000 à moins de 200 000 habitants,.

### Occupation des sols
L'occupation des sols de la commune, telle qu'elle ressort de la base de données européenne d’occupation biophysique des sols Corine Land Cover (CLC), est marquée par l'importance des territoires agricoles (74,7 % en 2018), en diminution par rapport à 1990 (76,1 %). La répartition détaillée en 2018 est la suivante : 
terres arables (74,7 %), forêts (15,1 %), zones urbanisées (6,7 %), milieux à végétation arbustive et/ou herbacée (3,5 %). L'évolution de l’occupation des sols de la commune et de ses infrastructures peut être observée sur les différentes représentations cartographiques du territoire : la carte de Cassini (XVIIIe siècle), la carte d'état-major (1820-1866) et les cartes ou photos aériennes de l'IGN pour la période actuelle (1950 à aujourd'hui).

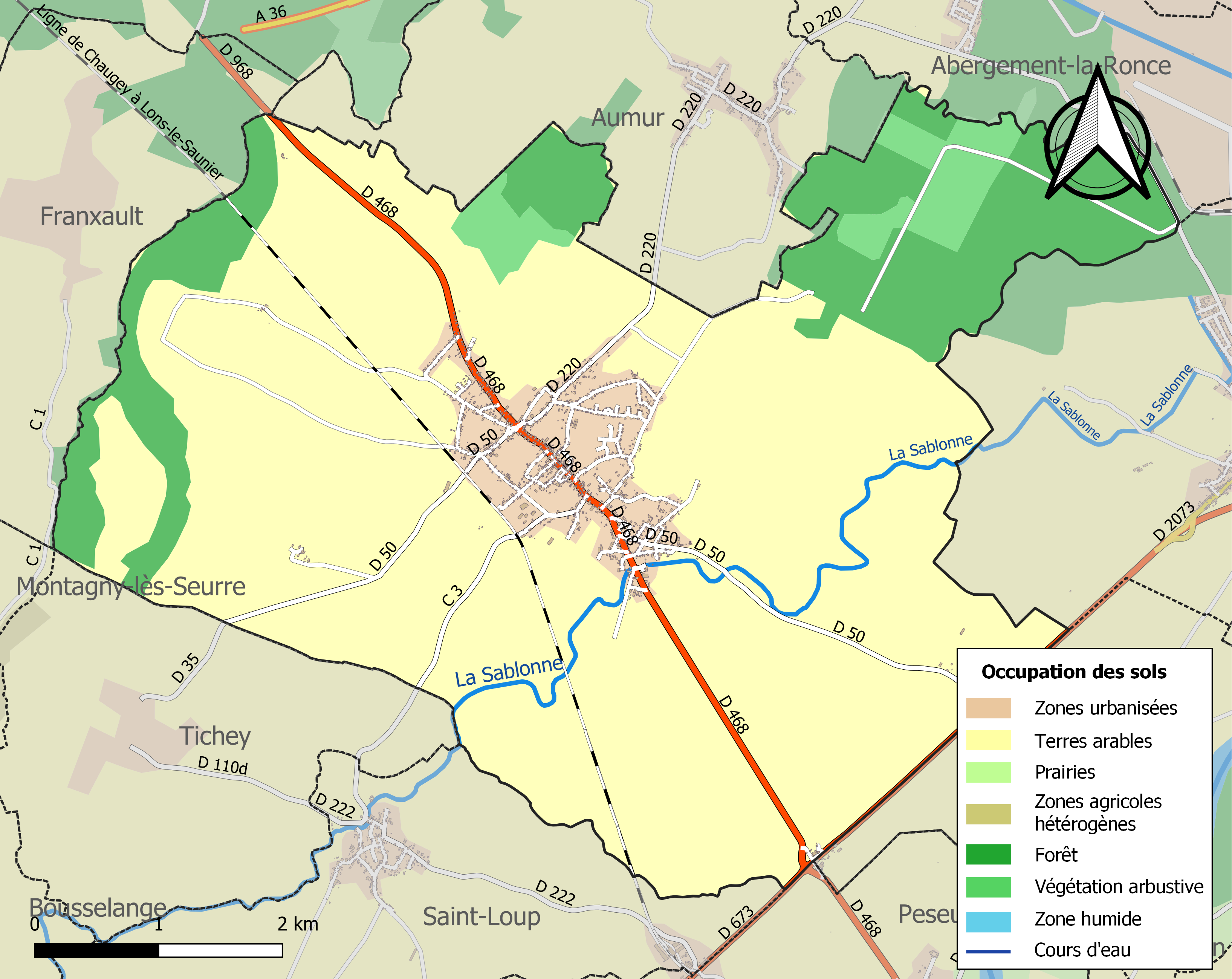
Carte des infrastructures et de l'occupation des sols de la commune en 2018 (CLC).

## Histoire
(juin 2010).
Si vous disposez d'ouvrages ou d'articles de référence ou si vous connaissez des sites web de qualité traitant du thème abordé ici, merci de compléter l'article en donnant les références utiles à sa vérifiabilité et en les liant à la section « Notes et références ».
L’homme s’est installé dans la vaste plaine comprise entre Saône et Doubs dès les périodes préhistoriques, comme en témoignent les vestiges archéologiques de la région.

### Antiquité
On peut penser que le village existait déjà durant la période gauloise car le fossé elliptique qui environnait une partie du bourg appartient à cette période. Les pièces d’or, d’argent et de bronze, trouvées en 1843, les bracelets en bronze, les débris de hachette, de dard de lance à douille, les faucilles de bronze prouvent l’établissement d’un village gaulois.
Le recensement par les services du ministère de la Culture de nombreuses voies de communication et de villas démontre une période gallo-romaine importante. Une voie romaine se dirigeant de Besançon à Autun par Tavaux, passait au Nord du bourg.
À proximité d’une ancienne redoute circulaire, construite par les Romains, furent découvertes des armes, lances en bronze, flèches de fer, haches servant aux sacrifices datant de cette époque.

### Époque féodale
Il semblerait que Saint-Aubin ait appartenu aux rois bourguignons dès le Ve siècle, et que par la suite, le territoire ait été géré par des seigneurs locaux au cours du Moyen Âge.
Le bourg naissant prit le nom d’Albienne ou Alblinus, comme en témoigne une charte de l’an 785.
Au IXe siècle, des Bretons fuyant l’invasion des Normands vinrent s’établir au nord d’Alblinus, et en 1046, substituèrent à ce nom celui presque identique de Sanctus Alblinus leur patron, puis Saint-Albin, et enfin Saint-Aulbin en 1292.
Le premier document authentique qui fasse mention de Saint-Aubin est la donation de l’église faite en 1046 par Hugues, archevêque de Besançon.
Cette terre bourguignonne fut reprise en fief par Jean de Chalon l’Antique en 1237. Il y eut de nombreuses rivalités entre la maison de Bourgogne et les De Chalon, puis d’autres familles nobles telles que les De Toulongeon, sires de Marnay, De Neuchatel, etc.
Au cours des XIVe-XVe siècles, le village s’entoure d’édifices défensifs (palissade, pont-levis…), et ses rues sont pavées, témoignant de l’importance du bourg à cette époque. Le village comptait alors 520 maisons soit près de 3 000 habitants.
Un château fut construit en 1345 par Philippe de Vienne (détruit pendant la guerre de Dix Ans).
En 1446, Saint-Aubin passa à Louis de Marenches qui en fit don à ses souverains, puis à Jacques de Vienne, comte de Commarin, baron de la Borde.

### Période moderne
En 1604, il fut réuni au comté de Bourgogne. À partir de 1703, les différents hameaux qui composaient Saint-Aubin furent démantelés et vendus.

### Révolution française
En 1791, le village fut désigné comme chef-lieu de canton jusqu’en 1801.

## Politique et administration
| Période   | Période   | Identité                | Étiquette                 | Qualité            |
| --------- | --------- | ----------------------- | ------------------------- | ------------------ |
| Vers 1842 | 18..      | André Séraphin Duchesne |                           |                    |
| 1908      | 1920      | François Bachut         |                           |                    |
| 1920      | 1945      | Xavier Barbier          |                           |                    |
| 1945      | 1963      | Georges Barbier         |                           |                    |
| 1963      | 1965      | Charles Routhier        |                           |                    |
| 1965      | 1971      | Jean Serrad             |                           |                    |
| 1971      | 1989      | Jean Coron              | DVG puis CDP puis UDF-CDS | Conseiller général |
| 1989      | 2001      | Georges Seguin          | PS puis DVD               | Agriculteur        |
| mars 2001 | mars 2020 | Claude François         | PS                        |                    |
| mars 2020 | En cours  | Jean-Yves Roy           |                           |                    |

## Démographie
L'évolution du nombre d'habitants est connue à travers les recensements de la population effectués dans la commune depuis 1793. Pour les communes de moins de 10 000 habitants, une enquête de recensement portant sur toute la population est réalisée tous les cinq ans, les populations de référence des années intermédiaires étant quant à elles estimées par interpolation ou extrapolation. Pour la commune, le premier recensement exhaustif entrant dans le cadre du nouveau dispositif a été réalisé en 2008.

En 2022, la commune comptait 1 855 habitants, en évolution de +3,17 % par rapport à 2016 (Jura : −0,81 %, France hors Mayotte : +2,11 %).
| 1793  | 1800  | 1806  | 1821  | 1831  | 1836  | 1841  | 1846  | 1851  |
| ----- | ----- | ----- | ----- | ----- | ----- | ----- | ----- | ----- |
| 1 490 | 1 332 | 1 364 | 1 586 | 1 559 | 1 680 | 1 699 | 1 693 | 1 795 |

| 1856  | 1861  | 1866  | 1872  | 1876  | 1881  | 1886  | 1891  | 1896  |
| ----- | ----- | ----- | ----- | ----- | ----- | ----- | ----- | ----- |
| 1 670 | 1 671 | 1 666 | 1 568 | 1 547 | 1 520 | 1 511 | 1 457 | 1 405 |

| 1901  | 1906  | 1911  | 1921  | 1926  | 1931  | 1936  | 1946  | 1954  |
| ----- | ----- | ----- | ----- | ----- | ----- | ----- | ----- | ----- |
| 1 406 | 1 417 | 1 382 | 1 139 | 1 173 | 1 177 | 1 096 | 1 134 | 1 266 |

| 1962  | 1968  | 1975  | 1982  | 1990  | 1999  | 2006  | 2008  | 2013  |
| ----- | ----- | ----- | ----- | ----- | ----- | ----- | ----- | ----- |
| 1 353 | 1 471 | 1 557 | 1 544 | 1 520 | 1 539 | 1 690 | 1 737 | 1 779 |

| 2018  | 2022  | - | - | - | - | - | - | - |
| ----- | ----- | - | - | - | - | - | - | - |
| 1 801 | 1 855 | - | - | - | - | - | - | - |

## Économie
Une fabrique de tuiles a longtemps été la principale source de revenus du village. Les occupations professionnelles de ses habitants sont l’agriculture, le travail salarié à l’usine chimique Solvay de Tavaux, une commune voisine, et des emplois de services à Saint-Aubin ou dans les villes proches (Chaussin, Tavaux, Dole, Dijon).

## Lieux et monuments

### Voies
| 52 odonymes recensés à Saint-Aubin (Jura) au 15 décembre 2013 | 52 odonymes recensés à Saint-Aubin (Jura) au 15 décembre 2013 | 52 odonymes recensés à Saint-Aubin (Jura) au 15 décembre 2013 | 52 odonymes recensés à Saint-Aubin (Jura) au 15 décembre 2013 | 52 odonymes recensés à Saint-Aubin (Jura) au 15 décembre 2013 | 52 odonymes recensés à Saint-Aubin (Jura) au 15 décembre 2013 | 52 odonymes recensés à Saint-Aubin (Jura) au 15 décembre 2013 | 52 odonymes recensés à Saint-Aubin (Jura) au 15 décembre 2013 | 52 odonymes recensés à Saint-Aubin (Jura) au 15 décembre 2013 | 52 odonymes recensés à Saint-Aubin (Jura) au 15 décembre 2013 | 52 odonymes recensés à Saint-Aubin (Jura) au 15 décembre 2013 | 52 odonymes recensés à Saint-Aubin (Jura) au 15 décembre 2013 | 52 odonymes recensés à Saint-Aubin (Jura) au 15 décembre 2013 | 52 odonymes recensés à Saint-Aubin (Jura) au 15 décembre 2013 | 52 odonymes recensés à Saint-Aubin (Jura) au 15 décembre 2013 | 52 odonymes recensés à Saint-Aubin (Jura) au 15 décembre 2013 |
| Allée                                                         | Avenue                                                        | Bld                                                           | Chemin                                                        | Cour                                                          | Impasse                                                       | Montée                                                        | Passage                                                       | Place                                                         | Quai                                                          | Rd-point                                                      | Route                                                         | Rue                                                           | Ruelle                                                        | Autres                                                        | Total                                                         |
| ------------------------------------------------------------- | ------------------------------------------------------------- | ------------------------------------------------------------- | ------------------------------------------------------------- | ------------------------------------------------------------- | ------------------------------------------------------------- | ------------------------------------------------------------- | ------------------------------------------------------------- | ------------------------------------------------------------- | ------------------------------------------------------------- | ------------------------------------------------------------- | ------------------------------------------------------------- | ------------------------------------------------------------- | ------------------------------------------------------------- | ------------------------------------------------------------- | ------------------------------------------------------------- |
| 0                                                             | 1                                                             | 0                                                             | 0                                                             | 0                                                             | 0                                                             | 0                                                             | 0                                                             | 3                                                             | 0                                                             | 0                                                             | 0                                                             | 45                                                            | 1                                                             | 2                                                             | 52                                                            |
| Notes « N »                                                   | Notes « N »                                                   | 1. 2. 3. 4. 5. 6. 7.                                          | 1. 2. 3. 4. 5. 6. 7.                                          | 1. 2. 3. 4. 5. 6. 7.                                          | 1. 2. 3. 4. 5. 6. 7.                                          | 1. 2. 3. 4. 5. 6. 7.                                          | 1. 2. 3. 4. 5. 6. 7.                                          | 1. 2. 3. 4. 5. 6. 7.                                          | 1. 2. 3. 4. 5. 6. 7.                                          | 1. 2. 3. 4. 5. 6. 7.                                          | 1. 2. 3. 4. 5. 6. 7.                                          | 1. 2. 3. 4. 5. 6. 7.                                          | 1. 2. 3. 4. 5. 6. 7.                                          | 1. 2. 3. 4. 5. 6. 7.                                          | 1. 2. 3. 4. 5. 6. 7.                                          |
| Sources : rue-ville.info & OpenStreetMap & FNACA-GAJE du Jura |                                                               |                                                               |                                                               |                                                               |                                                               |                                                               |                                                               |                                                               |                                                               |                                                               |                                                               |                                                               |                                                               |                                                               |                                                               |

### Édifices et sites

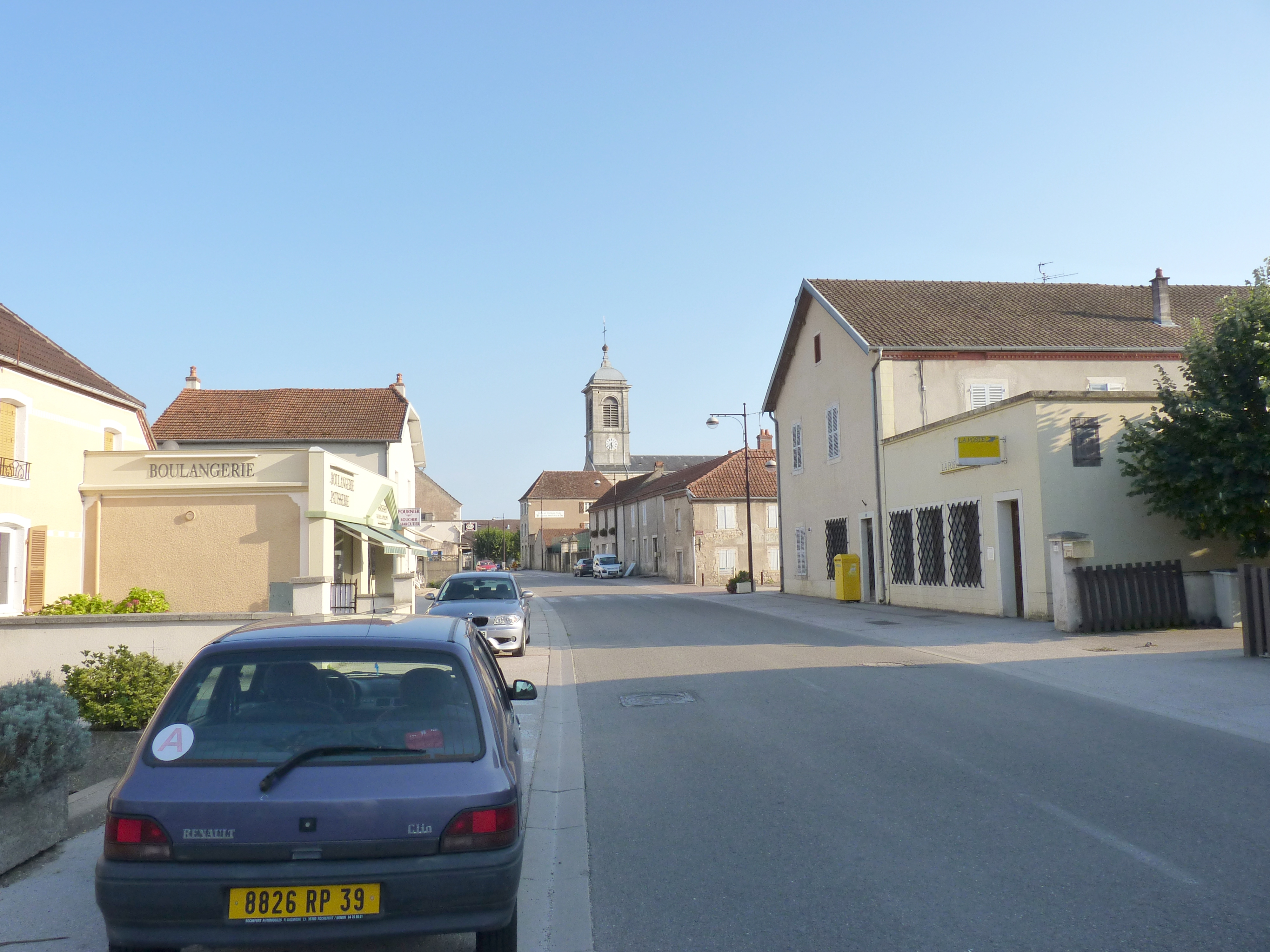
La Grande Rue de Saint-Aubin (Jura)

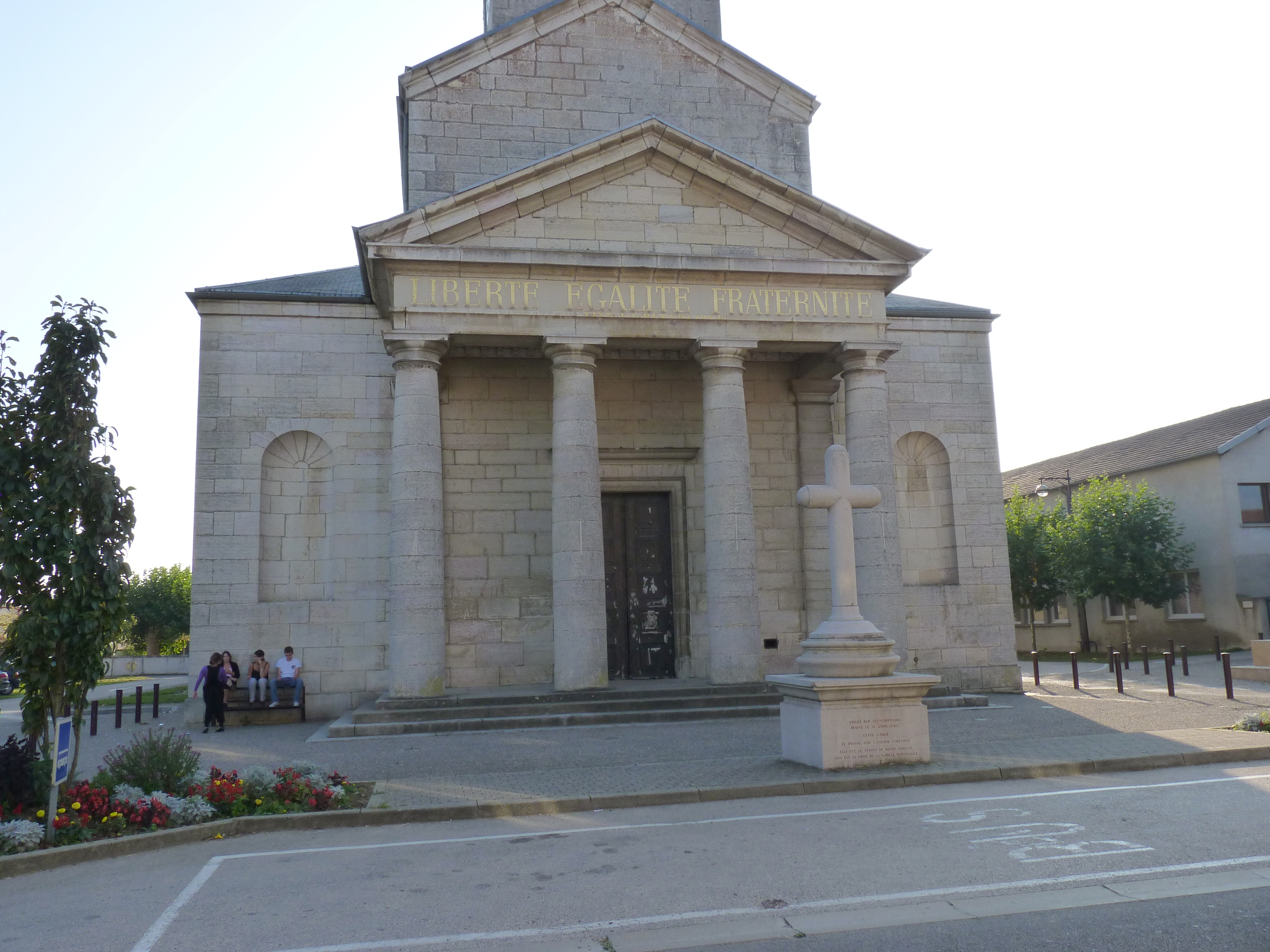
Fronton de l'église de Saint-Aubin (Jura)

Datant de 1833, l’église de Saint-Aubin présente l’originalité d’avoir l’inscription "Liberté Égalité Fraternité - Vive la République".
Ces inscriptions remontent pour partie à 1848, période révolutionnaire qui a vu fleurir partout en France les arbres de la liberté et devises républicaines. À cette date, l’actuelle mairie de Saint-Aubin n’était pas encore construite et donc seule la frise du portail de l’église était disponible pour l’inscription "Liberté Égalité Fraternité". Quelques autres églises en France partagent aujourd’hui encore cette particularité, datant d’avant la loi de séparation des Églises et de l’État en 1905.
En 1871, l’inscription lavée par les pluies n’était plus guère visible. La municipalité fit alors ajouter sur le listel l’inscription "Vive la République".
En 1888, le curé, qui était alors le chanoine Monnier, commença à ses frais la restauration de l’église, faisant exécuter, sur le modèle de celles décorant la Sainte-Chapelle, les peintures que l’on voit aujourd’hui. En 1890, les inscriptions étaient presque effacées et laissaient indifférente la population. L’intention du restaurateur était alors de placer au fronton une inscription latine signifiant « Ici la Maison de Dieu ». Mais une protestation de cinq conseillers municipaux sur seize, adressée au préfet du Jura, déclencha alors une enquête. À l’issue de celle-ci, le sous-préfet donna au maire l’ordre de rétablir les inscriptions, celles que l’on voit aujourd’hui encore.

## Personnalités liées à la commune
- Anna Thibaud chanteuse française, née à Saint-Aubin le 14 décembre 1861 et morte à Paris (17ème arrondissement) le 18 avril 1948.

## Culture et sport
(juillet 2010).
Si vous disposez d'ouvrages ou d'articles de référence ou si vous connaissez des sites web de qualité traitant du thème abordé ici, merci de compléter l'article en donnant les références utiles à sa vérifiabilité et en les liant à la section « Notes et références ».
La commune de Saint-Aubin possède plusieurs associations sportives ou culturelles. Parmi les plus importantes, l’ASSA (Association sportive de Saint-Aubin) qui gère le club de football local, avec l'équipe première senior qui a évolué en 1re division de district (plus haut niveau départemental) jusqu'à la saison 2012-2013. Aujourd'hui, l’équipe de foot a fusionné avec l’Abergement la Ronce et Damparis pour créer le club de foot JURA STAD’. L’équipe évolue en Régional 3. L'équipe principale (ASSA) a été récréé en 2022. L'association du Patrimoine de Saint-Aubin s'inscrit dans une volonté de faire découvrir le monde rural d'hier et aujourd'hui. Elle possède un musée, la maison du patrimoine, et organise tous les ans le Ruralissimo.
Enfin, la commune accueille, le dernier week-end d'août depuis 2004, un festival de musiques actuelles, le Rockalissimo. Ce festival, monté par un groupe de jeunes du village (21 ans de moyenne d'âge en 2004) a pour but de promouvoir la musique dans le monde rural. L'année 2007, le festival accueille les Fatals Picards, applaudis par 5000 festivaliers. En 2008, le festival devient payant et invite les groupes Blankass et Vegastar, puis en 2009, La Phaze et Déportivo. De nombreux artistes ont foulé la grande scène comme Les Wampas, Babylon Circus, Aldebert, Les Negresses Vertes, Demi-Portion, Mass Hysteria, No One is Inoncent...le festival est devenu le plus connu du Nord Jura et s’inscrit comme un événement majeur du Grand Dole. Le festival se déclare comme éco-festival. Il met en effet l'accent sur l'écologie et la bio-diversité à  travers des actions comme le recyclage, des WC écologiques, des verres réutilisables ainsi que diverses actions tendant à sensibiliser les festivaliers sur le devenir de la planète.

## Héraldique
| Blason de Saint-Aubin | Blason  | D'azur au lion d'or.                             |
| Blason de Saint-Aubin | Détails | Le statut officiel du blason reste à déterminer. |

### Cartes
1. ↑  IGN, « Évolution comparée de l'occupation des sols de la commune sur cartes anciennes », sur remonterletemps.ign.fr (consulté le 15 juillet 2023).